# Louis Saeys
Louis Saeys (Brugge, 26 november 1887 — aldaar, 2 juni 1952) was een Belgisch voetballer. Hij speelde meer dan twintig jaar als aanvaller bij Cercle Brugge en als international.

## Carrière
Van in zijn jeugd speelde Saeys bij de jonge ploeg Cercle Brugge. Vanaf 1903/04 speelde hij zijn eerste competitiematchen bij het eerste elftal. Al gauw groeide hij er uit tot een vaste waarde. In 1907 debuteerde hij voor de Belgische nationale ploeg, bij een 1-2-zege in Nederland. In 1910/11 pakte Saeys met Cercle Brugge de allereerste landstitel in de clubgeschiedenis. Saeys bleef vlot scoren, tot in 1914 de competities omwille van de Eerste Wereldoorlog voor vijf jaar werden stilgelegd. Na de oorlog werd Saeys in de jaren twintig weer een vaste waarde in de ploeg, maar scoorde minder per seizoen. Hij nam als speler afscheid in 1926/27, het jaar dat Cercle zijn tweede landstitel veroverde. In de loop der jaren nam hij het voortouw, en werd zo een van de eerste trainers van Cercle. Samen met Joseph Proost en Frans Vanhoute nam hij van 1914 tot 1928 die rol op zich. In het seizoen 1941/42 keerde hij even terug.
In totaal speelde hij van 1903 tot 1927 een 300-tal wedstrijden voor Cercle Brugge, waarin hij meer dan 100 maal scoorde. Voor de Belgische nationale ploeg speelde hij 24 wedstrijden, waarin hij 9 keer scoorde.